# (4171) Carrasco
(4171) Carrasco es un asteroide perteneciente al cinturón de asteroides, descubierto el 23 de marzo de 1982 por Carolyn Shoemaker desde el Observatorio del Monte Palomar, Estados Unidos.

## Designación y nombre
Designado provisionalmente como 1982 FZ1. Fue nombrado Carrasco en honor al operador en el telescopio Hale "Juan Carrasco".